# Gare d'Urville-en-Hague
La gare d'Urville-en-Hague est une ancienne gare ferroviaire française située sur la commune d'Urville-Nacqueville (département de la Manche). Elle se trouvait sur la ligne du chemin de fer de Cherbourg à Urville-en-Hague.